# Hřbetní plachta

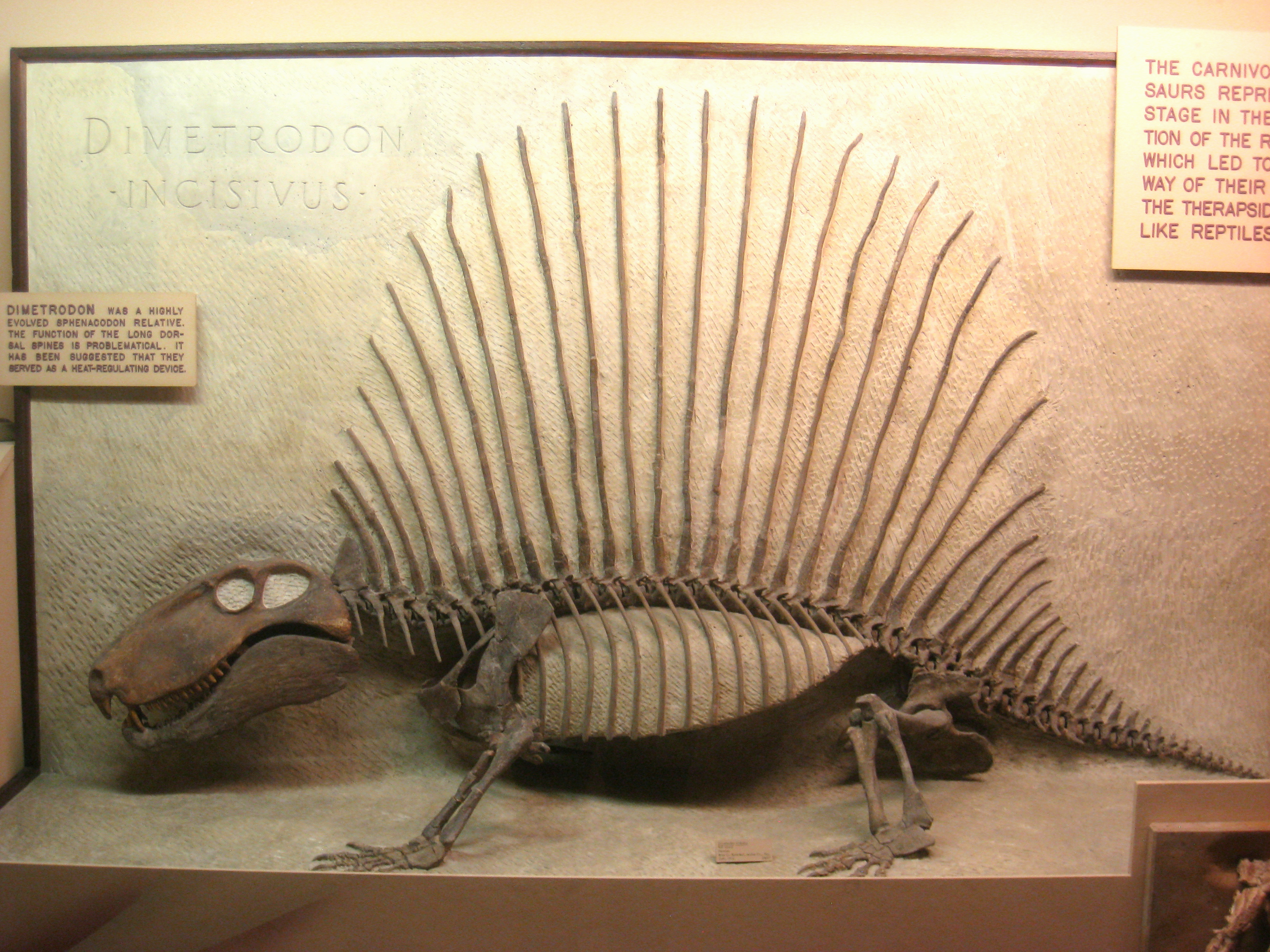
Seskládaná kostra Dimetrodona

Hřbetní plachta je široký orgán vyčnívající z páteře především některých vyhynulých obojživelníků a plazů. Jeho přesná funkce není dosud zcela známá, přestože už na toto téma bylo navrženo množství teorií.

## Funkce

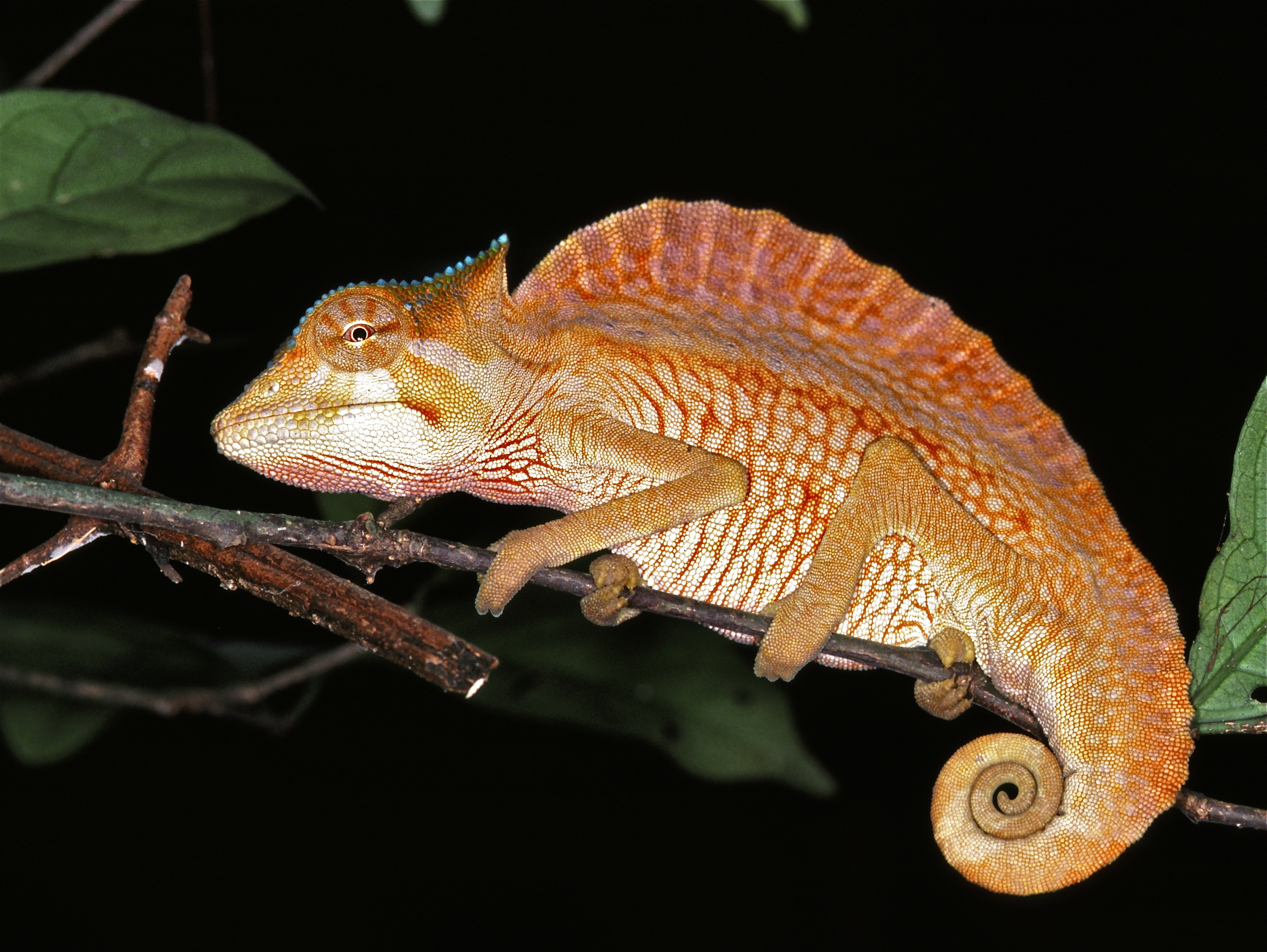
Chameleon hřbetnatý, přežívající plaz s hřbetní plachtou

### Termoregulace
Struktura hřbetní plachty napovídá, že může být velmi nápomocná pro termoregulaci, především pro pelycosaury. Základy trnů v sobě mají úzké kanálky, podle teorie průchody pro krevní cévy, které by mohly do plachty odvádět nadbytečnou krev. Zvíře by také mohlo využívat velkou plochu hřbetní plachty pro absorpci tepla ze slunce v dopoledních hodinách. Jako ektotermní organismy by totiž dinosauři potřebovali teplo z externího zdroje pro správné fungování svalů, což poskytuje velkou výhodu při pronásledování kořisti. Naopak při přehřátí by mohla plachta teplo z těla lépe odvádět (při odpočinku ve stínu se využije větší plocha pro rychlejší přesun tepla do studenějšího vzduchu kolem).
Nicméně, nedávné studie zpochybnily účinnost této adaptace.

### Pohlavní výběr
Propracované struktury těla, mnoho moderních denních zvířat obvykle slouží k přilákání opačného pohlaví v období páření. Tato možnost byla navržena v minulosti taktéžjako funkce hřbetní plachtu, ale dnes je do značné míry zdiskreditována.

### Skladování potravin

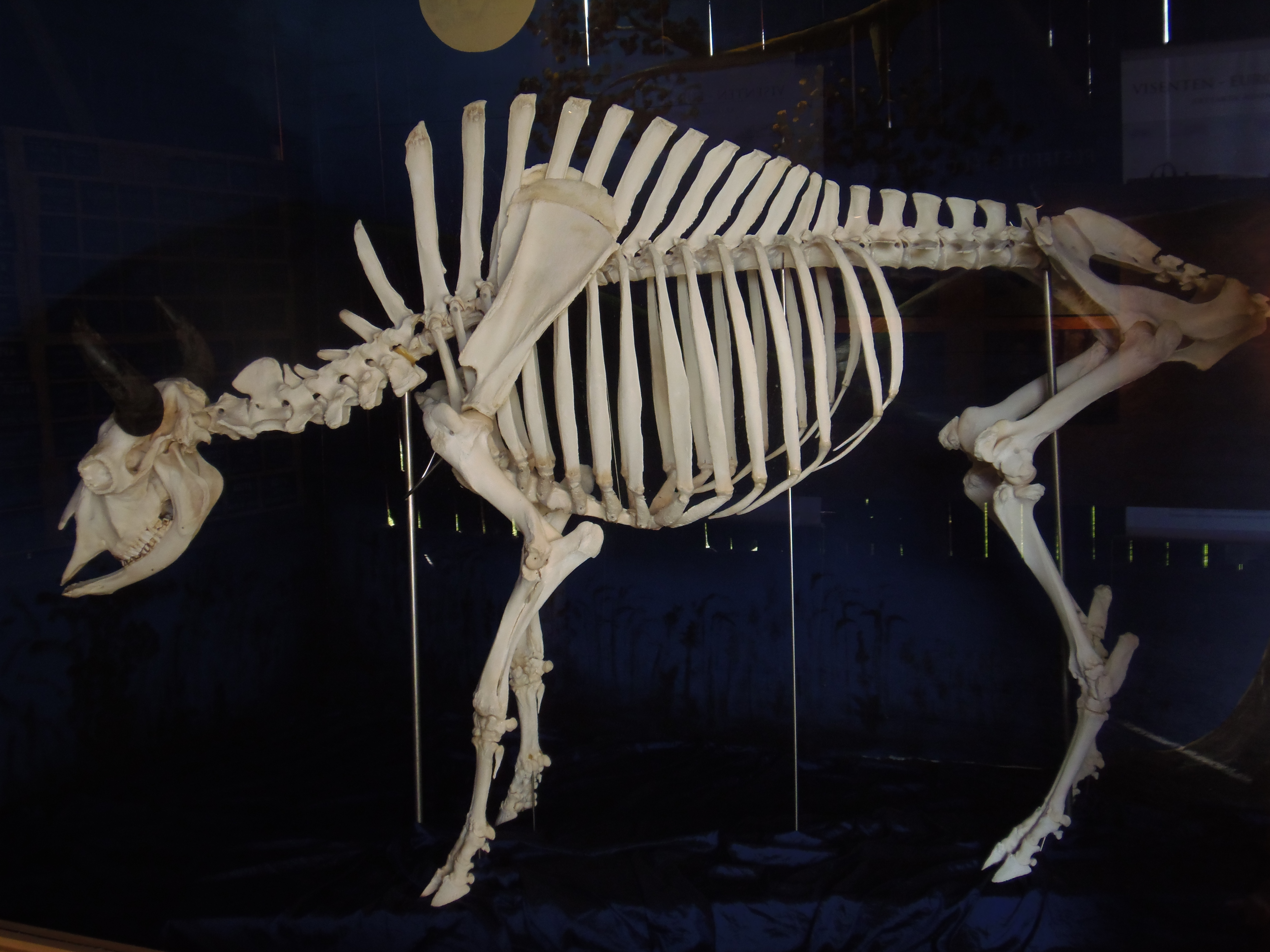
Vysoké neurální trny z bizona tvoří spíše hrb než plachtu

V případě, že by se potvrdila spíše příbuznost s bizony a jejich předchůdci megaceropsi, spíše, než s dnes navrhovanými Spinosaury a Ouranosaury, fakta by se přiklonila teorii Jacka Baileyho, jehož představa dávných plachet vykresluje spíše tlusté, tukem naplněné hrby, které slouží i například velbloudům ke skladování vody.

### Kamufláž
Existuje také hypotéza, že strategie lovu Dimetrodona obnášela přepadení ze zákrytu. Zde by mu teoreticky mohla pomoci podobnost vymřelých přesliček Calamitales.

### Zvukový orgán
Gregory S. Paul tvrdil, že souběžná krční plachta u Amargasaura  by se snižovala ohebnost krku. Místo toho navrhl, že by mohly souviset se snahou přilákat samice hlasitým zvukem.

## Seznam organismů se hřbetní plachtou

### Obojživelníci
- Platyhystrix

### Plazi
- Mnozí ze synapsidů
  - Edaphosauridae
  - Sphenacodontidae
- Mnozí z poposauroidů
  - Ctenosauriscidae
  - Lotosauridae
- Někteří dinosauři
  - Acrocanthosaurus
  - Amargasaurus
  - Deinocheirus
  - Ouranosaurus
  - Rebbachisaurus
  - Spinosauridae